# 315
Năm 315 là một năm trong lịch Julius. 